# 欲望の旅
『欲望の旅』（よくぼうのたび、Twentynine Palms）は、2003年のフランス・ドイツ・アメリカ合衆国合作のドラマ映画。監督はブリュノ・デュモン。第60回ヴェネツィア国際映画祭コンペティション部門正式出品。

## 概要
カリフォルニア州のトウェンティナインパームズを舞台にした愛憎劇。

## キャスト
- デヴィッド：デヴィッド・ウィザック
- カティア：カテリーナ・ゴルベワ

## 評価
Metacriticでは、16件のレヴューで平均値は43点だった。Rotten Tomatoesでは、38件のレヴューで支持率は42%、平均値は4.9点だった。